# 1984-es labdarúgó-Európa-bajnokság (selejtező – 5. csoport)
Az 1984-es labdarúgó-Európa-bajnokság selejtezőjének 5. csoportjának mérkőzéseit tartalmazó lapja. A csoportban Ciprus, Csehszlovákia, Olaszország, Románia és Svédország szerepelt. A csapatok körmérkőzéses, oda-visszavágós rendszerben játszottak egymással.
A csoportelső Románia kijutott az 1984-es labdarúgó-Európa-bajnokságra.

## Tabella
| Hely. | Csapat        | M | Gy | D | V | G+ | G– | Gk  | P  | Továbbjutás                            |     | Románia | Svédország | Csehszlovákia | Olaszország | Ciprusi Köztársaság |
| ----- | ------------- | - | -- | - | - | -- | -- | --- | -- | -------------------------------------- | --- | ------- | ---------- | ------------- | ----------- | ------------------- |
| 1.    | Románia       | 8 | 5  | 2 | 1 | 9  | 3  | +6  | 12 | Kijutott az 1984-es Európa-bajnokságra |     | —       | 2–0        | 0–1           | 1–0         | 3–1                 |
| 2.    | Svédország    | 8 | 5  | 1 | 2 | 14 | 5  | +9  | 11 |                                        |     | 0–1     | —          | 1–0           | 2–0         | 5–0                 |
| 3.    | Csehszlovákia | 8 | 3  | 4 | 1 | 15 | 7  | +8  | 10 |                                        | 1–1 | 2–2     | —          | 2–0           | 6–0         |                     |
| 4.    | Olaszország   | 8 | 1  | 3 | 4 | 6  | 12 | −6  | 5  |                                        | 0–0 | 0–3     | 2–2        | —             | 3–1         |                     |
| 5.    | Ciprus        | 8 | 0  | 2 | 6 | 4  | 21 | −17 | 2  |                                        | 0–1 | 0–1     | 1–1        | 1–1           | —           |                     |

## Mérkőzések
Az időpontok helyi idő szerint értendők.
| 1982. május 1. 17:15 |

| Románia                            | 3–1               | Ciprus       |
| ---------------------------------- | ----------------- | ------------ |
| Văetuș 16' Cămătaru 18' Bölöni 71' | (2–1) Jegyzőkönyv | Vrahimis 29' |

| Stadionul Corvinul, Vajdahunyad Nézőszám: 15 000 Játékvezető: Arsen Hoxha (albán) |

| 1982. szeptember 8. 20:30 |

| Románia              | 2–0               | Svédország |
| -------------------- | ----------------- | ---------- |
| Andone 25' Klein 48' | (1–0) Jegyzőkönyv |            |

| 23 August Stadium, Bukarest Nézőszám: 50 000 Játékvezető: Edvard Šoštarić (jugoszláv) |

| 1982. október 6. 17:00 |

| Csehszlovákia   | 2–2               | Svédország                |
| --------------- | ----------------- | ------------------------- |
| Janečka 48' 53' | (0–0) Jegyzőkönyv | Jingblad 87' Eriksson 90' |

| Tehelné Pole, Pozsony Nézőszám: 14 977 Játékvezető: Robert Valentine (skót) |

| 1982. november 13. 14:30 |

| Olaszország                     | 2–2               | Csehszlovákia           |
| ------------------------------- | ----------------- | ----------------------- |
| Altobelli 13' Kapko 65' (öngól) | (1–1) Jegyzőkönyv | Sloup 26' Chaloupka 70' |

| Giuseppe Meazza Stadion, Milánó Nézőszám: 72 386 Játékvezető: Charles Corver (holland) |

| 1982. november 13. 17:00 |

| Ciprus | 0–1               | Svédország       |
| ------ | ----------------- | ---------------- |
|        | (0–1) Jegyzőkönyv | Corneliusson 34' |

| Makario Stadium, Nicosia Nézőszám: 8000 Játékvezető: Neil Midgley (angol) |

| 1982. december 4. 14:30 |

| Olaszország | 0–0         | Románia |
| ----------- | ----------- | ------- |
|             | Jegyzőkönyv |         |

| Stadio Comunale, Firenze Nézőszám: 50 478 Játékvezető: Georges Konrath (francia) |

| 1983. február 12. 15:30 |

| Ciprus     | 1–1               | Olaszország  |
| ---------- | ----------------- | ------------ |
| Omirou 47' | (0–0) Jegyzőkönyv | Graziani 58' |

| Tsirion Stadium, Limassol Nézőszám: 22 000 Játékvezető: Bogdan Docsev (bolgár) |

| 1983. március 27. 16:45 |

| Ciprus          | 1–1               | Csehszlovákia |
| --------------- | ----------------- | ------------- |
| Theophanous 21' | (1–0) Jegyzőkönyv | Bičovský 60'  |

| Makario Stadium, Nicosia Nézőszám: 12 000 Játékvezető: Stjepan Glavina (jugoszláv) |

| 1983. április 16. 14:00 |

| Csehszlovákia                                      | 6–0               | Ciprus |
| -------------------------------------------------- | ----------------- | ------ |
| Daněk 4' 70' Vízek 29' 48' Prokeš 37' Jurkemik 57' | (3–0) Jegyzőkönyv |        |

| Stadion Evžena Rošického, Prága Nézőszám: 6750 Játékvezető: Norbert Rolles (luxemburgi) |

| 1983. április 16. 20:00 |

| Románia    | 1–0               | Olaszország |
| ---------- | ----------------- | ----------- |
| Bölöni 24' | (1–0) Jegyzőkönyv |             |

| 23 August Stadium, Bukarest Nézőszám: 80 000 Játékvezető: Michel Vautrot (francia) |

| 1983. május 15. 18:00 |

| Svédország                                             | 5–0               | Ciprus |
| ------------------------------------------------------ | ----------------- | ------ |
| Prytz 54' 77' Corneliusson 58' Hysén 62' A.Ravelli 73' | (0–0) Jegyzőkönyv |        |

| Malmö Stadion, Malmö Nézőszám: 19 801 Játékvezető: Juhani Smolander (finn) |

| 1983. május 15. 20:30 |

| Románia | 0–1         | Csehszlovákia        |
| ------- | ----------- | -------------------- |
|         | Jegyzőkönyv | Vízek 40' (11-esből) |

| 23 August Stadium, Bukarest Nézőszám: 50 000 Játékvezető: Alexis Ponnet (belga) |

| 1983. május 29. 18:00 |

| Svédország                    | 2–0               | Olaszország |
| ----------------------------- | ----------------- | ----------- |
| Eriksson 31' Corneliusson 55' | (1–0) Jegyzőkönyv |             |

| Nya Ullevi, Göteborg Nézőszám: 32 860 Játékvezető: Walter Eschweiler (nyugatnémet) |

| 1983. június 9. 19:00 |

| Svédország | 0–1               | Románia      |
| ---------- | ----------------- | ------------ |
|            | (0–1) Jegyzőkönyv | Cămătaru 30' |

| Råsunda Stadion, Solna Nézőszám: 31 474 Játékvezető: Adolf Prokop (keletnémet) |

| 1983. szeptember 21. 19:00 |

| Svédország       | 1–0               | Csehszlovákia |
| ---------------- | ----------------- | ------------- |
| Corneliusson 17' | (1–0) Jegyzőkönyv |               |

| Råsunda Stadion, Solna Nézőszám: 20 546 Játékvezető: Michel Vautrot (francia) |

| 1983. október 15. 15:00 |

| Olaszország | 0–3               | Svédország                     |
| ----------- | ----------------- | ------------------------------ |
|             | (0–2) Jegyzőkönyv | Strömberg 20' 27' Sunesson 71' |

| San Paolo Stadion, Nápoly Nézőszám: 60 086 Játékvezető: José García Carrión (spanyol) |

| 1983. november 12. 15:00 |

| Ciprus | 0–1               | Románia    |
| ------ | ----------------- | ---------- |
|        | (0–0) Jegyzőkönyv | Bölöni 78' |

| Tsirion Stadium, Limassol Nézőszám: 13 000 Játékvezető: Ronald Bridges (walesi) |

| 1983. november 16. 17:00 |

| Csehszlovákia | 2–0               | Olaszország |
| ------------- | ----------------- | ----------- |
| Rada 63' 76'  | (0–0) Jegyzőkönyv |             |

| Stadion Evžena Rošického, Prága Nézőszám: 25 000 Játékvezető: George Courtney (angol) |

| 1983. november 30. 17:00 |

| Csehszlovákia | 1–1               | Románia     |
| ------------- | ----------------- | ----------- |
| Luhový 85'    | (0–0) Jegyzőkönyv | Geolgău 82' |

| Tehelné pole, Pozsony Nézőszám: 48 000 Játékvezető: Palotai Károly (magyar) |

| 1983. december 22. 14:30 |

| Olaszország                                    | 3–1               | Ciprus                 |
| ---------------------------------------------- | ----------------- | ---------------------- |
| Altobelli 53' Cabrini 82' Rossi 86' (11-esből) | (0–0) Jegyzőkönyv | Tsingis 68' (11-esből) |

| Stadio Renato Curi, Perugia Nézőszám: 20 773 Játékvezető: Oliver Donnelly (északír) |